# Яунелгавский край
Я́унелгавский край (латыш. Jaunjelgavas novads) — бывшая административно-территориальная единица на юге Латвии, в историческом регионе Селия. Край состоял из шести волостей и города Яунелгава, который являлся центром края.
Край был образован 1 июля 2009 года из части расформированного Айзкраукльского района.
В 2021 году в результате новой административно-территориальной реформы Яунелгавский край был упразднён, а все волости края и город Яунелгава были включены в Айзкраукльский край.
Площадь края составляла 685 км².

## Население
На 1 января 2010 года население края составляло 6486 человек.
Национальный состав населения края по итогам переписи населения Латвии 2011 года:
| Национальность | Численность, чел. (2011) | %        |
| -------------- | ------------------------ | -------- |
| Латыши         | 4822                     | 83,18 %  |
| Русские        | 595                      | 10,26 %  |
| Белорусы       | 110                      | 1,90 %   |
| Украинцы       | 62                       | 1,07 %   |
| Поляки         | 41                       | 0,71 %   |
| Литовцы        | 105                      | 1,81 %   |
| Другие         | 62                       | 1,07 %   |
| всего          | 5797                     | 100,00 % |

## Территориальное деление
- город Яунелгава (латыш. Jaunjelgava)
- Даудзеская волость (латыш. Daudzeses pagasts)
- Серенская волость (латыш. Sērenes pagasts)
- Сецская волость (латыш. Seces pagasts)
- Стабурагская волость (латыш. Staburaga pagasts)
- Сунакстская волость (латыш. Sunākstes pagasts)
- Яунелгавская волость (латыш. Jaunjelgavas pagasts)